# يوزيف كوفاتش (منافس ألعاب قوى)
يوزيف كوفاتش (بالمجرية: Kovács József)‏ هو منافس ألعاب قوى مجري، ولد في 3 مارس 1926 في نيرغهازا في المجر، وتوفي في 29 مارس 1987 في بودابست في المجر.

## وصلات خارجية
- يوزيف كوفاتش على موقع اللجنة الأولمبية الدولية (الإنجليزية)
- يوزيف كوفاتش على موقع أوليمبيديا (الإنجليزية)